# Tibor von Földváry
Tibor von Földváry (Öttevény, 5 de julho de 1863 – Budapeste, 27 de março de 1912) foi um patinador artístico húngaro. Von Földváry conquistou três medalhas em campeonatos europeus, sendo uma de ouro, uma de prata e uma de bronze.

## Principais resultados
| Resultados         | Resultados       | Resultados    | Resultados        | Resultados      | Resultados    | Resultados    | Resultados    | Resultados    | Resultados    | Resultados    | Resultados    | Resultados    |
| Internacional      | Internacional    | Internacional | Internacional     | Internacional   | Internacional | Internacional | Internacional | Internacional | Internacional | Internacional | Internacional | Internacional |
| Evento/Temporada   | 1891– 1892       | 1892– 1893    | 1893– 1894        | 1894– 1895      |               |               |               |               |               |               |               |               |
| ------------------ | ---------------- | ------------- | ----------------- | --------------- | ------------- | ------------- | ------------- | ------------- | ------------- | ------------- | ------------- | ------------- |
| Campeonato Europeu | Medalha de prata | 4.º           | Medalha de bronze | Medalha de ouro |               |               |               |               |               |               |               |               |
|                    |                  |               |                   |                 |               |               |               |               |               |               |               |               |